# Dragster

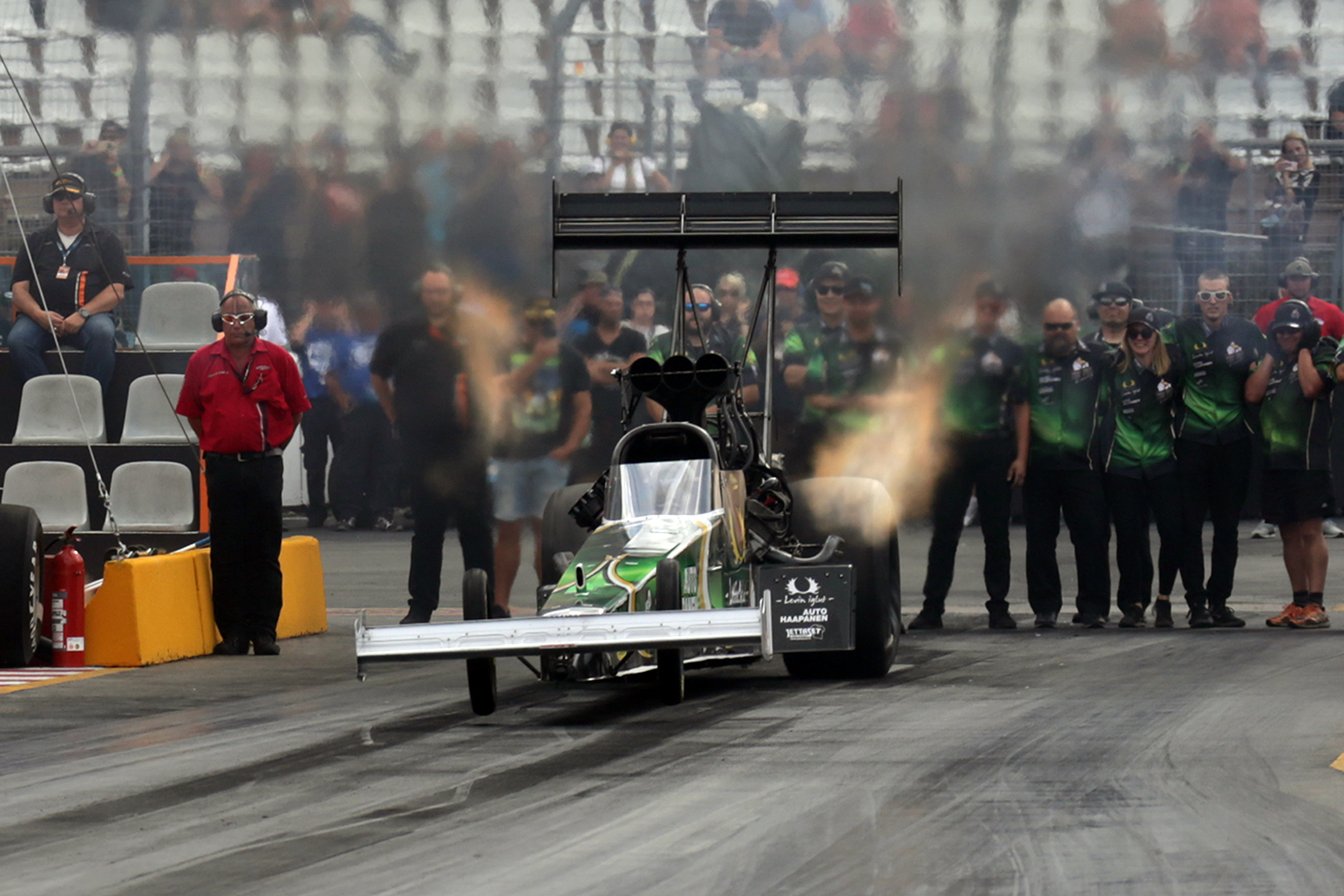
Startender Top Fuel Dragster. Fahrerin: Anita Mäkelä (Finnland) (D, 2019)

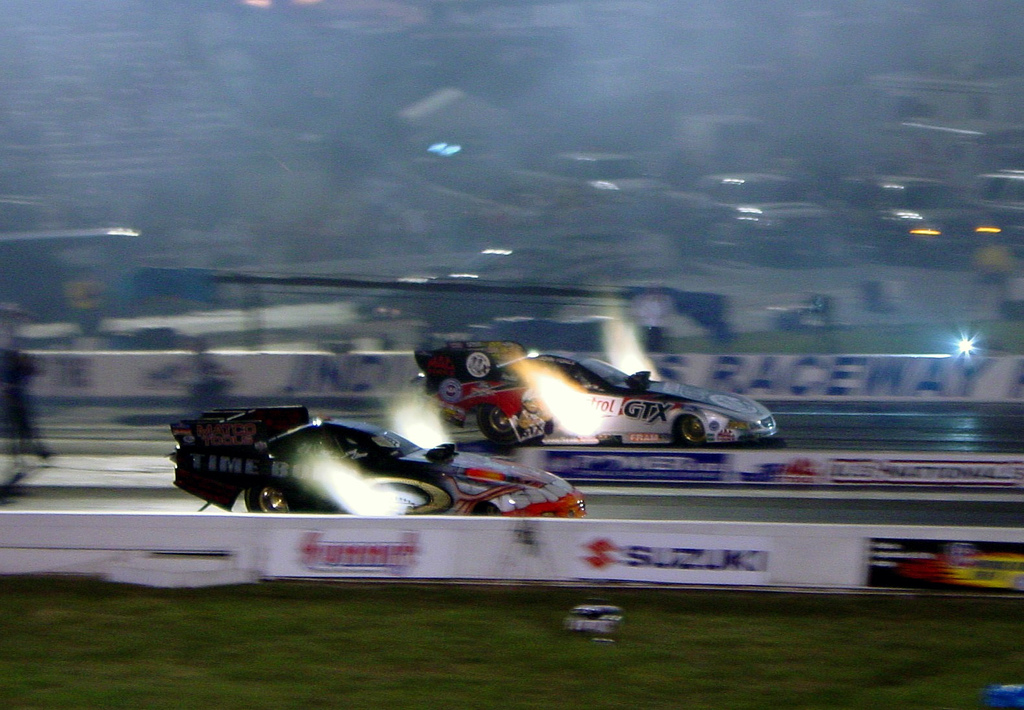
Top Fuel Funny Cars: John Force vs Scotty Cannon (USA, 2002)

Dragster sind Fahrzeuge, die speziell für das Drag Racing (Beschleunigungsrennen) konstruiert oder modifiziert wurden. Dragster werden von großvolumigen, meist aufgeladenen Motoren mit bis zu einigen tausend PS bzw. kW Leistung angetrieben, die über sehr breite Antriebsräder auf den Drag Strip gebracht wird. Im engeren Sinn werden nur Rennwagen als Dragster, Motorräder hingegen als Drag Bikes bezeichnet. Die klassische Renndistanz beträgt eine viertel Meile, was 1320 feet (402,34 Metern) entspricht, eine Ausnahme bildet hier die Klasse Top Fuel, bei der die gewertete Strecke aus Sicherheitsgründen auf 1000 ft (304,8 m) verkürzt wurde.

## Technik
Dragster haben ihren Ursprung in den USA. Die in Europa geltenden Regeln der FIA für die Profiklassen wurden weitgehend von der US-amerikanischen NHRA übernommen. In den Profiklassen sind als Antrieb ausschließlich Stockblock-Motoren, konventionelle Achtzylinder-OHV-Motoren mit untenliegender Nockenwelle und zwei Ventilen pro Zylinder erlaubt, wie sie in den 1960er und 1970er Jahren in amerikanischen Sportwagen oder Muscle Cars verbaut wurden. Aufgeladene Motoren haben etwa 8 Liter Hubraum, Saugmotoren zum Teil mehr als 14 Liter. Die Motoren sind im Vergleich zu modernen Rennmotoren verhältnismäßig langhubig ausgelegt. Dadurch liefern sie bereits bei niedrigen Drehzahlen ein hohes Drehmoment, die Höchstdrehzahl liegt bei etwa 8000 bis 9000 Umdrehungen pro Minute. Die enormen Leistungen werden im Wesentlichen durch Aufladung mittels mechanischer Lader sowie durch die Verwendung spezieller Kraftstoffe wie Methanol oder Nitromethan erzielt.

## Amateurklassen

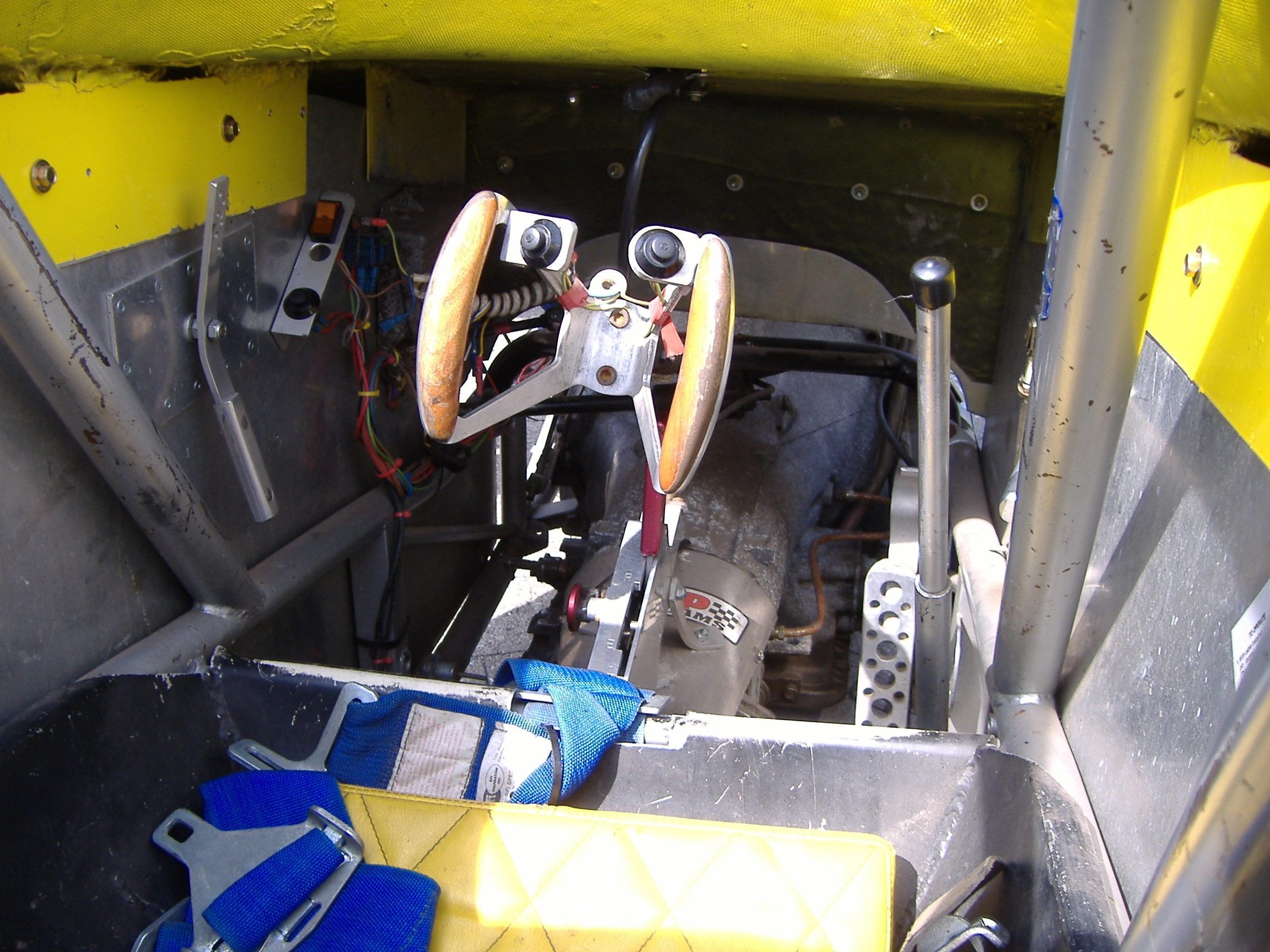
Blick ins Cockpit eines historischen Dragsters

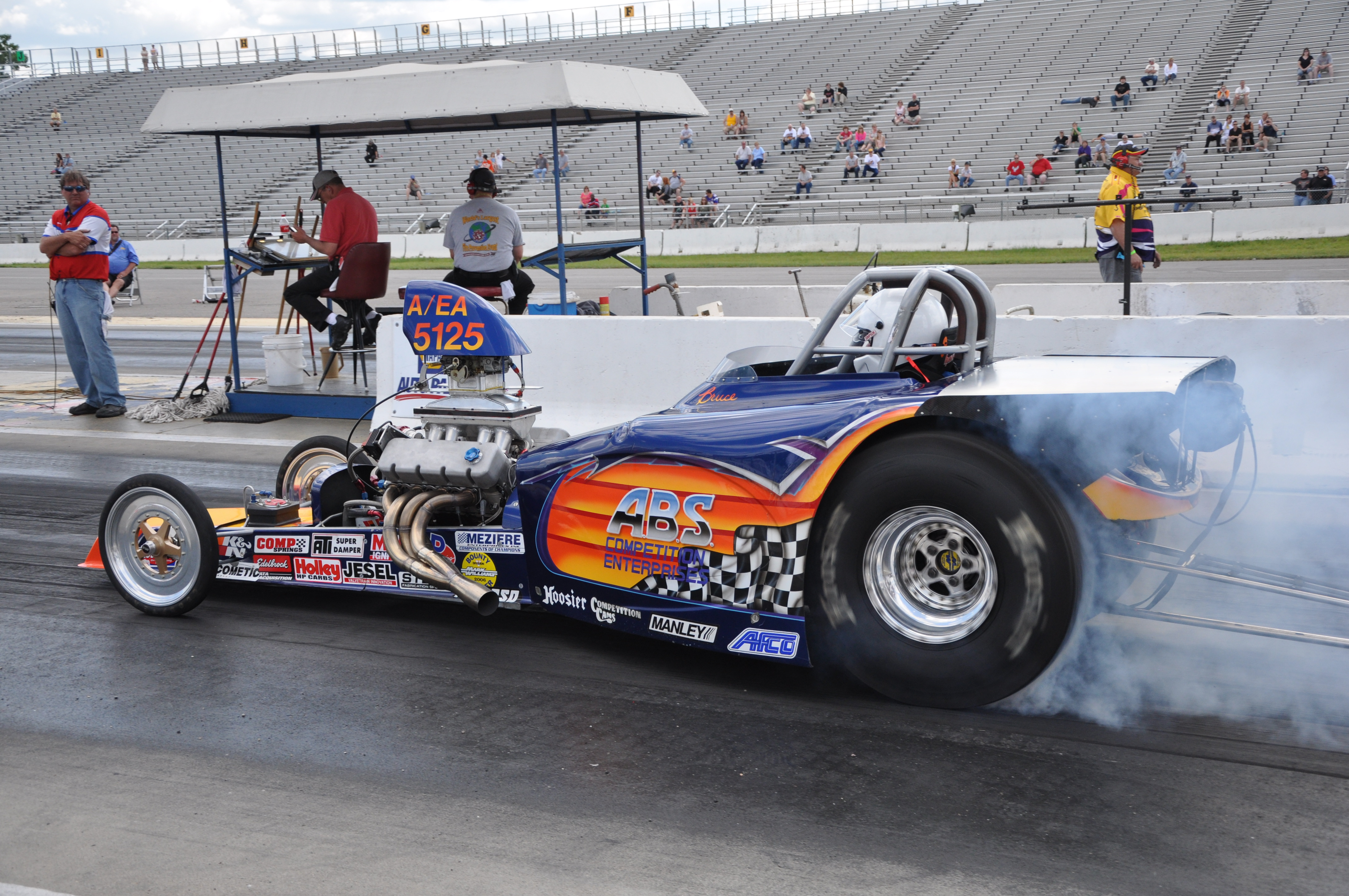
Competition Eliminator

### Super Comp / Quick Rod
Die Fahrzeuge der Klasse Super Comp (Quick Rod bei Nicht-NHRA- oder FIA-Veranstaltungen) sind speziell für das Drag Racing konstruiert. Jeder Automotor ist als Antrieb erlaubt, zwecks Aufladung können Turbolader und Roots-Typ-Kompressoren eingesetzt werden. Die Motoren dürfen mit Benzin, Benzin-Alkohol-Gemisch, Methanol oder Lachgas betrieben werden. Das Mindestgewicht der Rennwagen ist abhängig von der Klasse und von der Zylinderzahl. Je höher die Klasse, desto geringer das Mindestgewicht, je höher die Zylinderzahl, desto höher das Mindestgewicht. Für diese Klasse wird ein Zeitindex von 8,90 s für die Viertelmeile vorgegeben.

### Competition Eliminator
Die höchste Amateurklasse ist Competition Eliminator. Es sind sämtliche Bauarten von Fahrzeugen erlaubt, sowohl Dragster mit langem Radstand als auch Roadster oder Doorslammer, Fahrzeuge mit funktionstüchtigen Türen. Die Dragster ähneln mit ihrem langen Radstand den Dragstern der Profi-Teams, während die sogenannten Altereds mit einer speziell angefertigten oder stark modifizierten Karosserie aufwarten. Das Mindestgewicht der Dragster beträgt für V8-Motoren 612 kg, für 6-Zylinder-Motoren 454 kg und für 4-Zylinder-Motoren 386 kg. Die Mindestgewichte der Altereds sind um einige hundert Kilogramm höher. Eine typische Motorisierung ist etwa ein aufgeladener V8-Motor mit 4,6 l Hubraum. Die stärksten Fahrzeuge leisten bis zu 1500 PS. Aufgrund des vergleichsweise geringen Gewichtes sind in dieser Klasse Viertelmeilenzeiten unter sieben Sekunden möglich, wobei über 300 km/h erreicht werden.

## Profiklassen

### Pro Stock

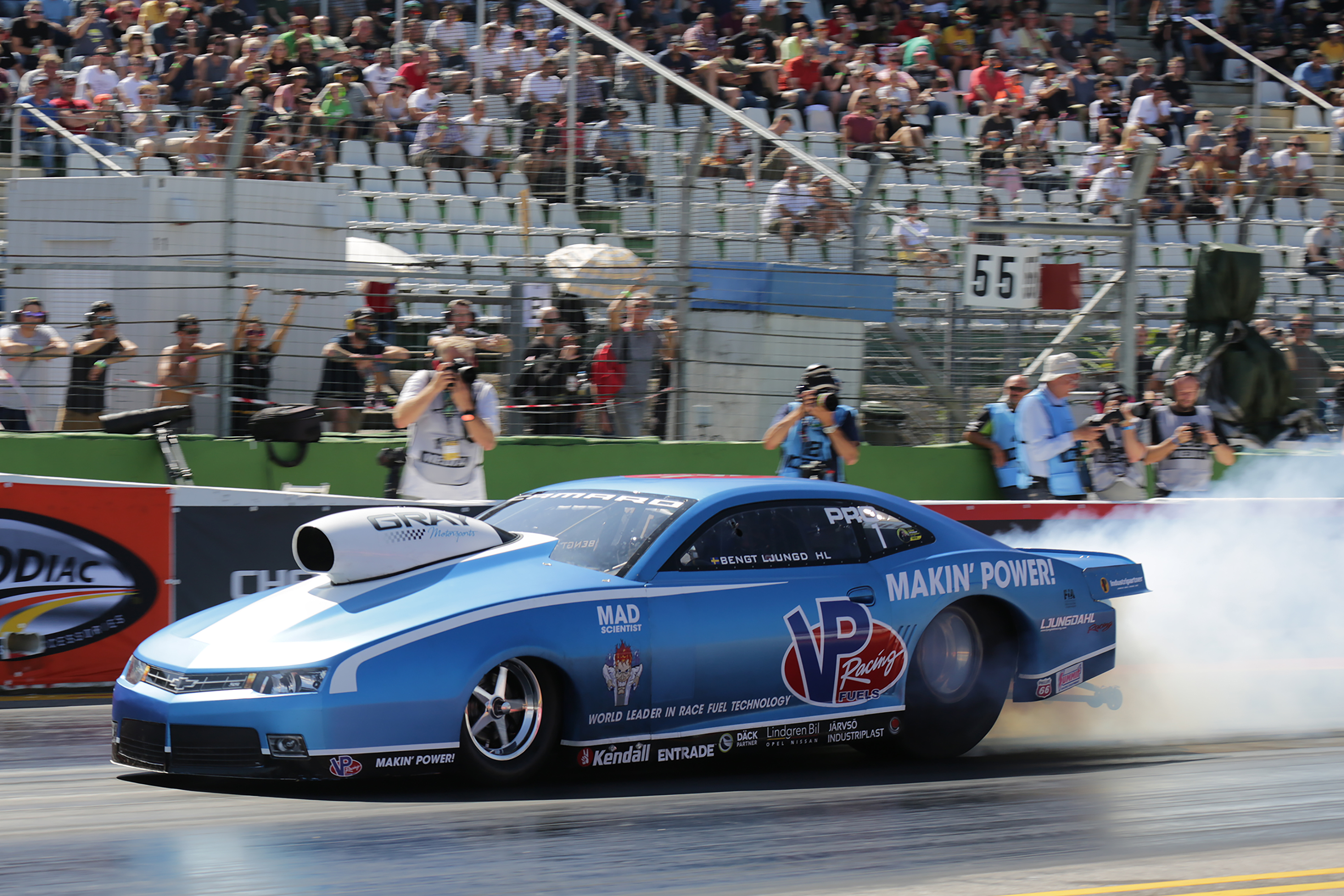
Pro Stock von Bengt Ljungdahl (Schweden) beim Burnout

Die Klasse Pro Stock (PRO) ist reserviert für zweitürige Coupes, deren Karosserieform höchstens 15 Jahre alten Fahrzeugen aus der Serienproduktion nachempfunden ist. Es handelt sich um reine Rennfahrzeuge auf Gitterrohrrahmen, die Türen müssen aber wie bei dem entsprechenden Serienfahrzeug funktionstüchtig sein. In der Pro-Stock-Klasse müssen Karosserieform und Benzinmotor aus demselben Herstellerkonzern stammen, es sind konventionelle Achtzylinder-OHV-Saugmotoren mit untenliegender Nockenwelle und zwei Ventilen pro Zylinder erlaubt. Somit sind besondere Treibstoffe oder Aufladungen nicht erlaubt. Der maximale Hubraum beträgt 500 cui (8193 cm³), das Mindestgewicht 1.066 kg inklusive Fahrer. Nach den Regeln der IHRA in den USA sind bis zu 800 cui bzw. über 13 Liter Hubraum erlaubt. Bei Drehzahlen von etwa 8.000 bis 10.000/min leisten die Motoren bis zu 1.400 PS und ermöglichen Viertelmeilenzeiten unter 7 Sekunden bei Endgeschwindigkeiten von über 320 km/h.

### Pro Modified

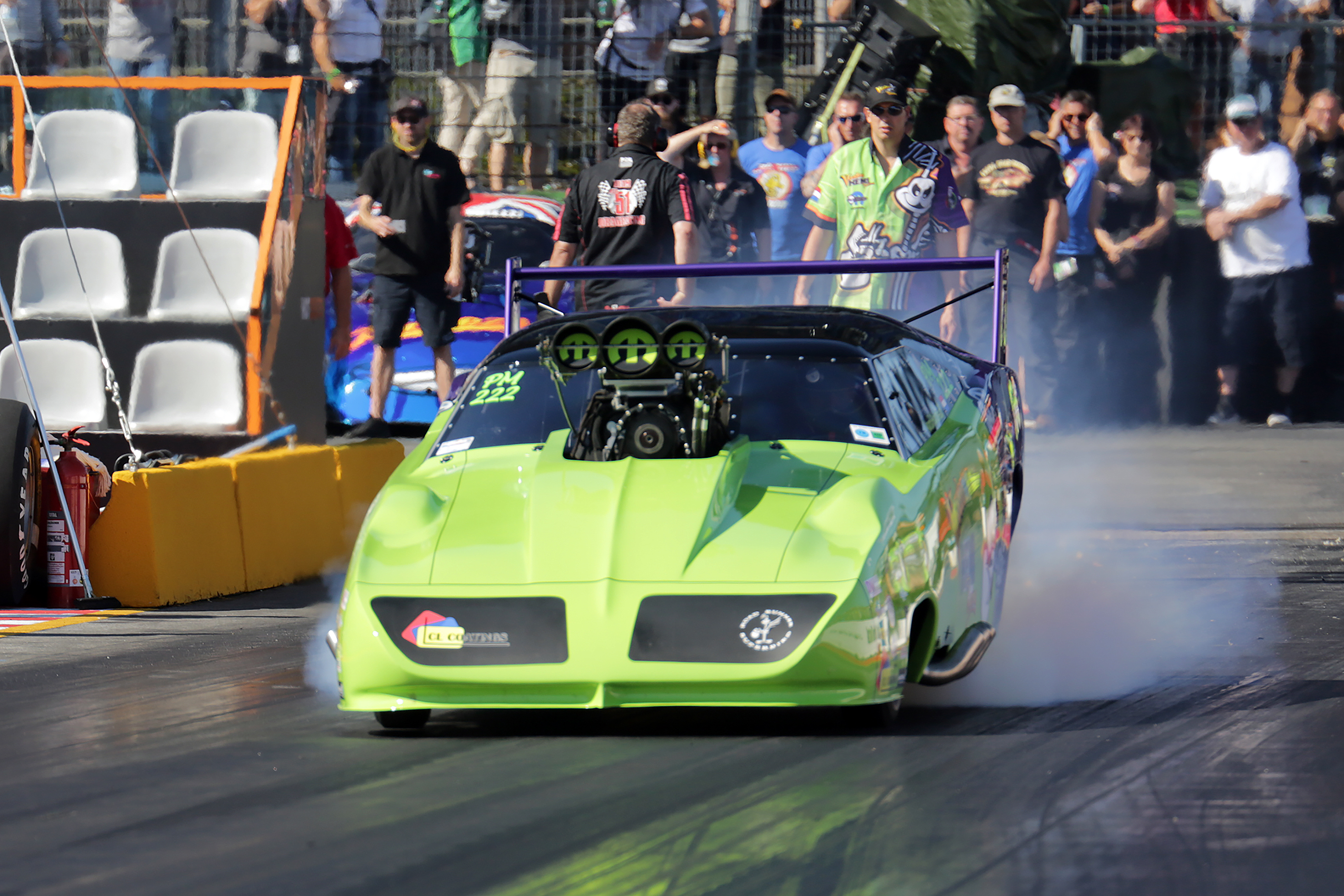
FIA Pro Modified Car. Fahrer: Marck Harteveld (Niederlande)

Die Klasse Pro Mod (PM) stellt die schnellste und spektakulärste Klasse von Fahrzeugen mit funktionstüchtigen Türen (Doorslammer) dar. Der Name für die Klasse wurde erst Anfang der 1990er Jahre geprägt, die Karosserieformen basieren jedoch zum Teil auf Fahrzeugen aus den 1930ern oder auch auf Pick-Up-Trucks. Zudem werden auch ältere Pro-Stock-Rennwagen aufgerüstet, wenn etwa deren Zulassung ausläuft oder ein noch leistungsstärkeres Fahrzeug aufgebaut werden soll. An der Karosserie sind weitestgehende Modifikationen wie Absenkung des Daches, Verlängerung oder Verbreiterung sowie Spoiler erlaubt. Das zugrundeliegende Original muss jedoch erkennbar bleiben. In Verbindung mit fantasievollen Lackierungen entstehen so spektakuläre Rennwagen, die zudem über eine enorme Leistung verfügen. Bei der Verwendung von Saugmotoren sind ein maximaler Hubraum von 14.748 cm³ (900 cui) sowie Lachgaseinspritzung zugelassen. Das Mindestgewicht beträgt 1.065,9 kg (minus 11,3 kg für Fahrzeugmodelle älter als Jahrgang 1959, plus 11,3 kg für Fahrzeugmodelle jünger als Jahrgang 2000). Werden durch Kompressoren aufgeladene Methanol-Motoren verwendet, zu erkennen an dem aus der Motorhaube ragenden Lufteinlass, ist der Hubraum auf 8.636 cm³ (527 cui) begrenzt. Bei der Verwendung von Turboaufladung beträgt der maximale Hubraum 10.651,5 cm³ (650 cui). Das Mindestgewicht für aufgeladene Fahrzeuge beträgt 1.224,4 kg. In jedem Fall müssen die Motoren traditioneller US-amerikanischer Bauweise entsprechen, V8 mit unten liegender Nockenwelle und zwei Ventilen pro Zylinder. Die in der Pro Mod-Klasse zum Einsatz kommenden Motoren leisten über 2.500 PS. Auf der Viertelmeile werden nach gut 6 Sekunden Endgeschwindigkeiten von über 350 km/h erreicht.

### Top Methanol Funny Car

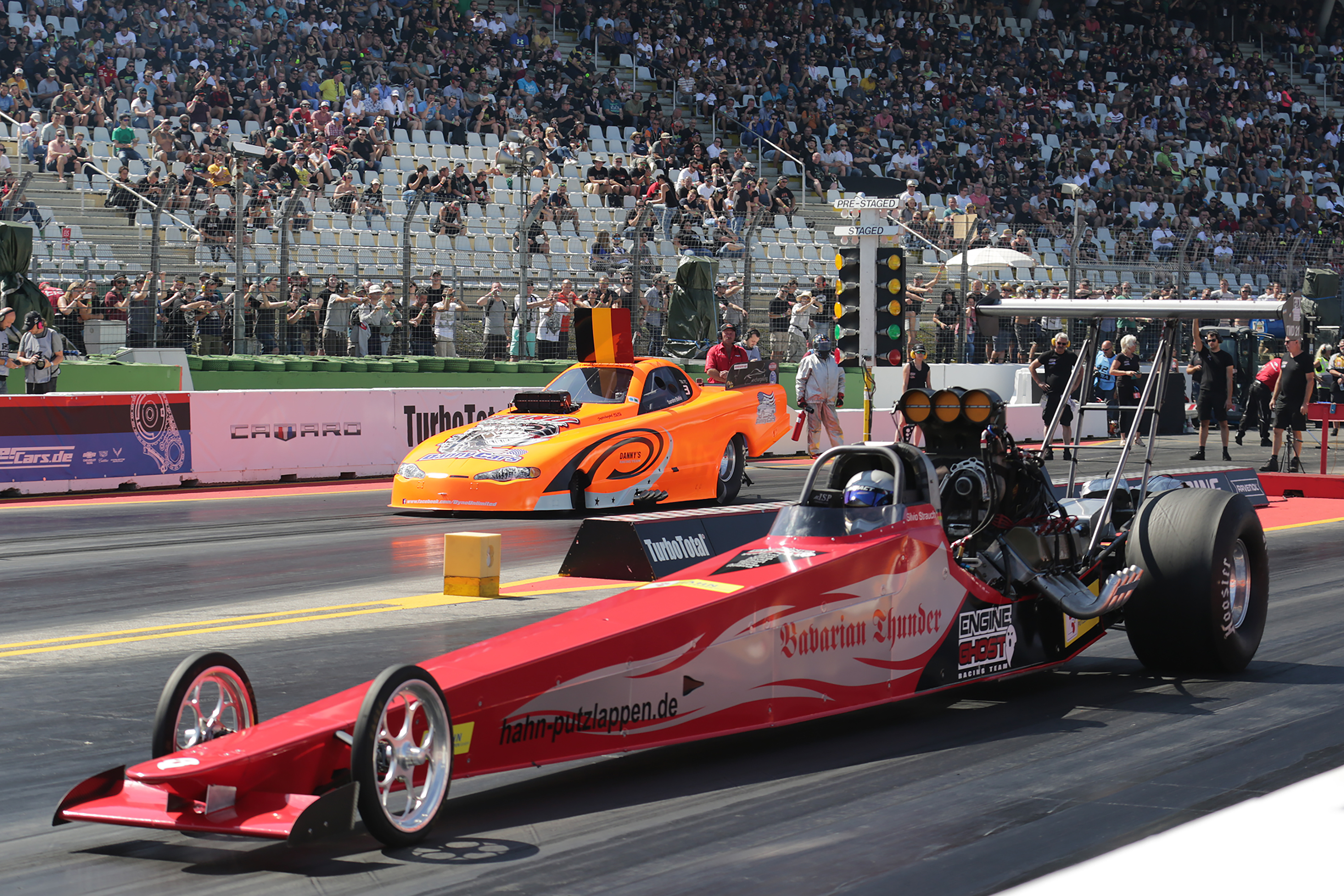
Top Methanol Dragster (vorne) und Top Methanol Funny Car (hinten) − „roll back“ nach dem Burn-out

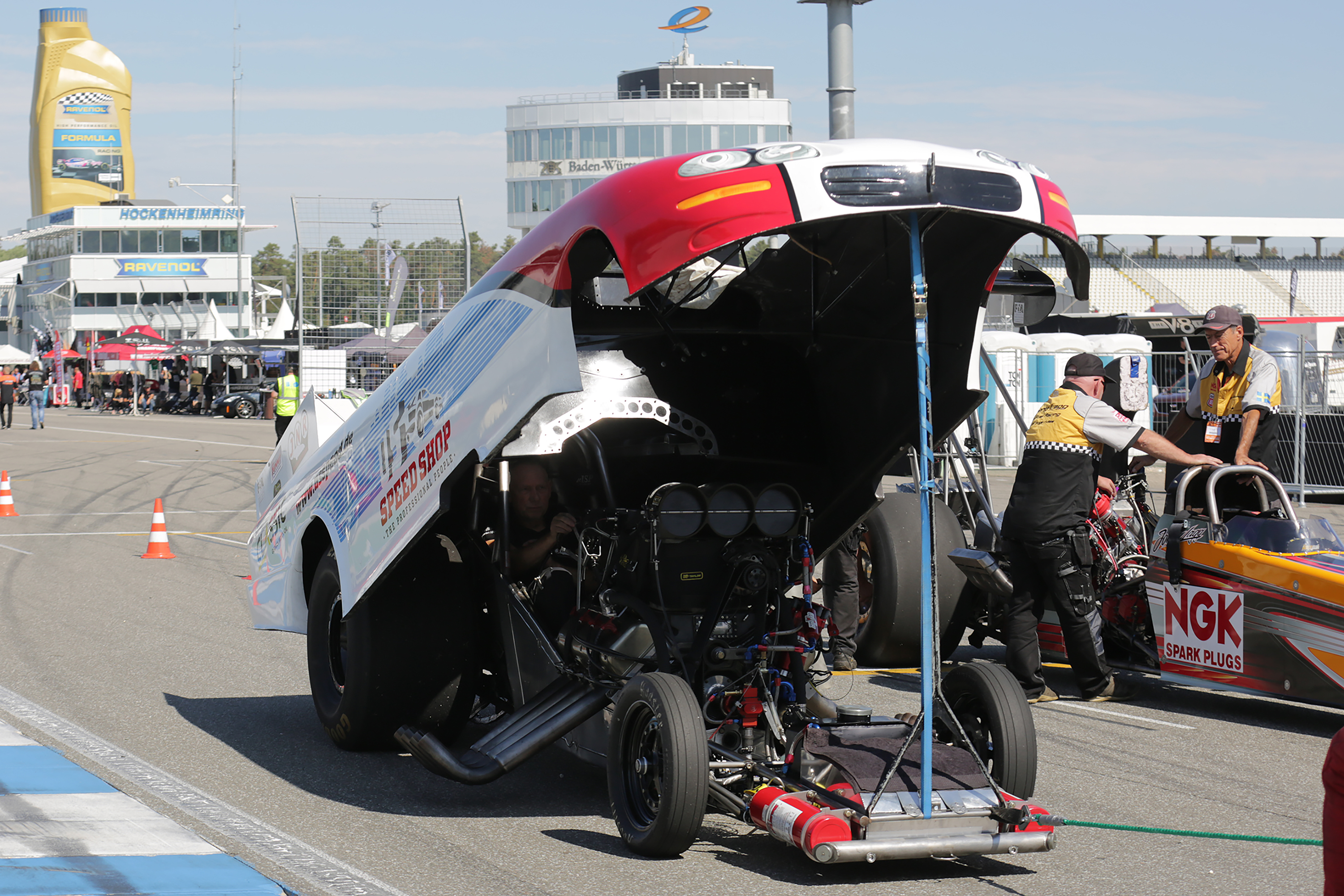
Top Methanol Funny Car mit hochgeklappter Karosserie (einteiliger Kunststoff-Abguss)

Die Fahrgestelle der Top Methanol-Klasse, der zweithöchsten Klasse, sind Spezialanfertigungen aus Gitterrohr. Top Methanol Funny Cars (TMFC) sind Rennwagen mit Normallänge und aufgesetzter Kunststoffkarosserie, deren Design meist an das amerikanischer Sportwagen angelehnt ist. Die Motoren werden mit Methanol betrieben und leisten etwa 2.500 bis 3.000 PS. Der maximal zulässige Hubraum sowie das Mindestgewicht hängen von dem verwendeten Kompressortyp ab und betragen 9.258,7 cm³ (565 cui) bzw. 998 kg für Fahrzeuge mit Roots-Typ-Kompressor und 8.652,3 cm³ (528 cui) bzw. 1.043,3 kg für Fahrzeuge mit Schraubenkompressor.

### Top Methanol Dragster
Fahrzeuge mit langem Radstand werden als Top Methanol Dragster (TMD) bezeichnet. Der Hubraum von Dragstern ohne Kompressor ist auf 7.472,5 cm³ (456 cui) begrenzt, das Mindestgewicht auf 963,6 kg. Allerdings können diese Rennwagen mit Nitromethan betrieben werden. Für Fahrzeuge mit Roots-Kompressor ist der Hubraum auf 8.652,3 cm³ (528 cui), das Mindestgewicht auf 895,6 kg begrenzt. Für Fahrzeuge mit Schraubenkompressor lauten die Werte 7.636,3 cm³ (466 cui) respektive 929,6 kg. Aufgeladene Motoren müssen mit Methanol betrieben werden. Als Antrieb kommen ausschließlich konventionelle Achtzylinder-OHV-Viertaktmotoren mit untenliegender Nockenwelle und zwei Ventilen pro Zylinder zum Einsatz, deren Design meist auf dem des Chrysler Hemi-Motor basiert. Mit den erlaubten Modifikationen leisten die V8-Motoren 2500 bis 3500 PS. Top Methanol Funny Cars und Dragster legen die Viertelmeile in weniger als sechs Sekunden zurück und erreichen bei der Zieldurchfahrt Geschwindigkeiten von 350 bis 400 km/h.

### Top Fuel Funny Car

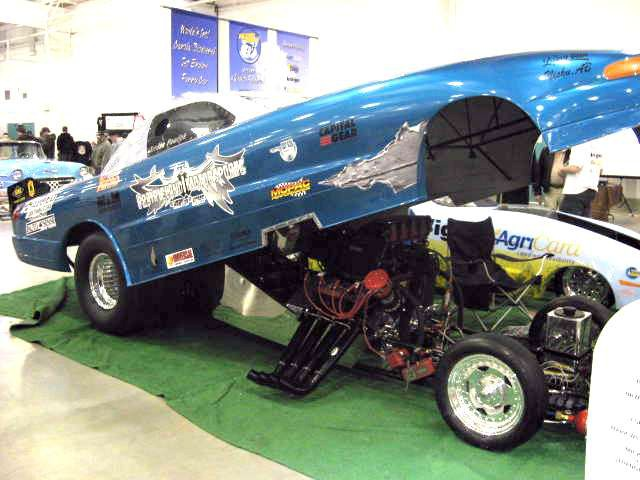
Top Fuel Funny Car

Unbestrittene Königsklasse sind die Fahrzeuge der Top-Fuel-Klasse, auch hier wird in den Kategorien Funny Cars (FC) und Top Fuel Dragster (TF) gestartet. Die Fahrgestelle sind Spezialanfertigungen aus Gitterrohr. Funny Cars und Top Fuel Dragster unterscheiden sich im Prinzip nur durch die Konstruktion des Fahrgestells und die Form der Karosserie. Funny Cars haben Normallänge, der Motor sitzt vor dem Fahrer. Das Design der aufgesetzten Kunststoffkarosserie ist meist an das US-amerikanischer Sportwagen angelehnt. Funny Cars haben aufgrund des kurzen Radstandes ein besonders kritisches Fahrverhalten. Als Motoren kommen, ebenso wie bei den Top Fuel Dragstern, ausschließlich Stockblock-Motoren mit einem Hubraum von 8.193,5 cm³ (500 cui) zum Einsatz. Die technischen Spezifikationen sowie die Leistungsdaten sind die gleichen. Aufgrund des etwas höheren Fahrzeuggewichtes liegen die Zeiten der Funny Cars geringfügig über denen der Top Fuel Dragster.

### Top Fuel Dragster

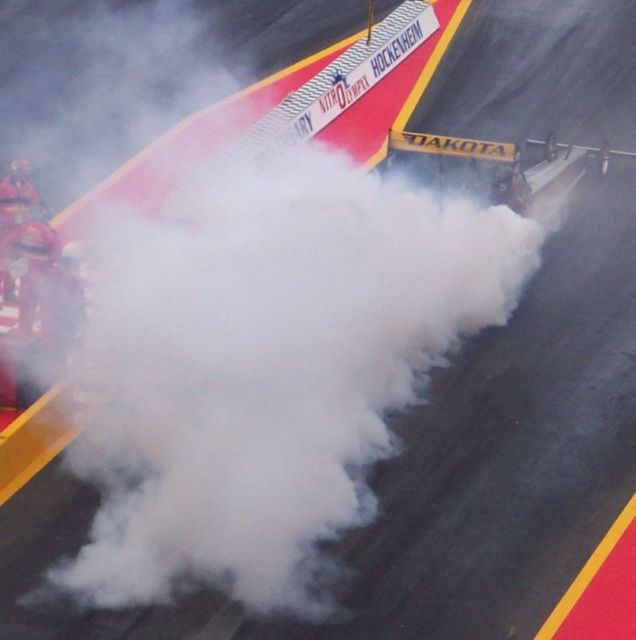
Burnout eines Top Fuel Dragsters am Hockenheimring

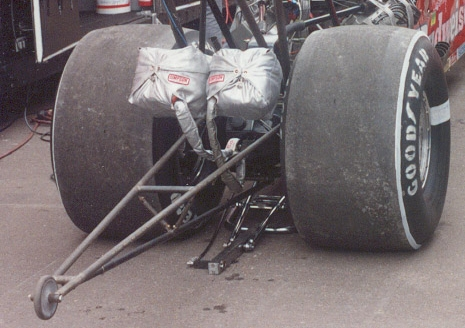
Hinterräder, Wheeliebar und Bremsschirme eines Top Fuel Dragsters

Die Fahrgestelle der Top Fuel Dragster (TF) sind Spezialanfertigungen aus Gitterrohr mit einem Radstand von etwa 7,60 m. Nachdem sich mehrfach Dragster bei hohen Geschwindigkeiten nach hinten überschlagen hatten, wurde auch hier die bei den anderen Klassen bereits übliche Wheeliebar am Fahrzeugheck vorgeschrieben.
Die Motoren werden mit einem Gemisch aus 85–90 % Nitromethan und 15–10 % Methanol betrieben. Der Hubraum ist auf 8.193,5 cm³ (500 cui) begrenzt. Zum Einsatz kommen ausschließlich Stockblock-Motoren, konventionelle Achtzylinder-OHV-Viertaktmotoren mit untenliegender Nockenwelle und zwei Ventilen pro Zylinder. Die meisten Teams verwenden die Aluminium-Replika des bewährten 426 Chrysler Hemi-Motor aus den 1960er Jahren. Der Motorblock hat im Gegensatz zum Serienpendant jedoch keine Kanäle für Kühlflüssigkeit, da die Verdunstungskälte des Kraftstoffes während der kurzen Betriebsdauer zur Kühlung ausreicht. Zudem erhöht dies die Festigkeit des Motorblocks. Zylinderköpfe, Pleuel und die Kurbelwelle sind Spezialteile aus hochfesten Werkstoffen. Um das Gewicht der oszillierenden Massen, etwa der Pleuel, möglichst gering zu halten, wird auch das sehr leichte Titan verwendet. Zwei oder drei Zündkerzen pro Zylinder werden von einer Hochleistungszündanlage mit Spannung versorgt. Bereits zur Hälfte des Laufes dieselt der Motor, das heißt das Gemisch entzündet sich an den extrem heißen Auslassventilen von selbst. Die Motoren werden nahe der mechanischen Belastungsgrenze betrieben, nach jedem Lauf wird der Motor komplett zerlegt und untersucht. Schadhafte Teile wie Lager, Pleuel oder Kolben werden ausgetauscht. Der Kompressor verdichtet pro Sekunde mehr als 1 m³ Luft und presst die Ansaugluft mit einem Überdruck von bis zu 5 bar in die Brennräume. Das Nitromethan wird nicht vergast, sondern flüssig in die Brennräume eingespritzt. Bei Vollgas werden die Motoren nahe der hydraulischen Sperre betrieben. Über das Verhältnis von Nitromethan zu Ansaugluft wird die Leistung so eingestellt, dass die Räder gerade noch nicht durchdrehen.

## Rekorde
Die schnellsten Zeiten werden mit Top Fuel Dragstern erzielt, die Top Fuel Funny Cars sind etwa zwei Zehntel länger unterwegs. Bei den Endgeschwindigkeiten liegen jedoch seit einigen Jahren die Funny Cars vorn. Rekorde sind nur unter günstigen äußeren Bedingungen möglich, da Temperatur, Luftfeuchtigkeit oder Luftdruck deutliche Auswirkungen auf die Leistung der Motoren haben und die Streckentemperatur die Haftung der Reifen beeinflusst. Eine Zeit wird nur dann als Rekord anerkannt, wenn sie noch in derselben Veranstaltung mit einer weiteren Zeit bestätigt wird, die eine maximale Abweichung von 1 % haben darf.
Diese so genannte „1-Prozent-Regel“ wurde inzwischen – auf Grund der inzwischen enormen Zuverlässigkeit der Messsysteme – aus dem Reglement gestrichen: 2016 bei der NHRA, und 2019 bei der FIA.

### Viertelmeile
Am 12. November 2006 verbesserte NHRA-Pilot Tony Schumacher auf dem Auto Club Raceway in Pomona den ET-Rekord über die Viertelmeile auf 4,428 s und erreichte dabei eine Endgeschwindigkeit von 527,83 km/h.
Darüber hinaus stellte Tony Schumacher am 13. August 2005 auf dem Brainerd International Raceway mit seinem Top Fuel Dragster auch den Geschwindigkeitsrekord über die Viertelmeile auf. Er erreichte 337,58 mph (543,28 km/h) nach einer Zeit von 4,446 s.
Die Rekorde der US-amerikanischen International Hot Rod Association (IHRA) sind etwas langsamer. Die Rekorde in Australien werden teils von US-Amerikanern gehalten. In Europa erzielten Europäer die Bestleistungen mit 4,572 Sekunden (Andy Carter, Santa Pod, September 2010) sowie 510,26 km/h (Risto Poutiainen, Santa Pod, Mai 2011).
Europäische Teams sind trotz nur weniger Starts auch in den USA erfolgreich. Den NHRA-Rekord der Top Alcohol Funny Cars hat der Schwede Jonnie Lindberg am 29. März 2015 in Concord, North Carolina auf 5,361 s gesenkt. Sein Bruder Johan gewann 2017 seinen ersten NHRA-Pokal.
Die europäischen Bestmarken (FIA) auf der, nicht mehr gefahrenen, Viertelmeile halten der Brite Andy Carter mit 4,572 Sekunden (Sept. 2010, Santa Pod/UK) und der Finne Risto Poutiainen mit 510,26 km/h (Mai 2011, Santa Pod/UK).

### Tausend Fuß
Nach dem tödlichen Unfall von Scott Kalitta 2008 verkürzte die NHRA die Renndistanz der Top-Fuel-Klassen auf 1.000 Fuß (304,80 m) um Schäden an Motoren und Reifen zu verringern und eine etwas längere Auslaufstrecke zu haben. Der ET-Rekord wurde am 8. Oktober 2012 von Antron Brown auf 3,701 s verbessert. Spencer Massey erreichte am 23. August 2015 mit einem Top Fuel Dragster eine Rekordendgeschwindigkeit von 332,75 mph (535,51 km/h). Am 17. September 2011 unterbot erstmals ein Top Fuel Funny Car die Vier-Sekunden-Marke.
Mit Brittany Force und Leah Pritchett übernahmen erstmals 2016 zwei Frauen die Rekorde in der Klasse Top Fuel und verbesserten sie im Frühjahr 2017: zuerst Pritchett mit 3,658 s, später Force mit 333,66 mph. Matt Hagan setzte am 20. Mai 2017 in Topeka in einem Lauf gleich zwei neue Bestwerte in der Kategorie Funny Car: 3,802 s und 338,85 mph (545,33 km/h). Damit überbot er auch den 2005 noch auf der Viertelmeile gesetzten Geschwindigkeitsrekord.
Der aktuelle Rekord für Top Fuel Dragster der NHRA liegt bei 3,659 s. Er wurde 2019 von der US-Amerikanerin Brittany Force auf dem Las Vegas Motor Speedway aufgestellt. (Stand: 03. 2020) Bei dem Lauf erreichte sie einen Top Speed von 544,23 km/h (338,17 mph).
Die europäische Bestzeit über 1.000 ft wird gegenwärtig (Stand Juni 2023) von der schwedisch-finnischenen TF-Dragster Pilotin Ida Zetterström mit 3,773 Sekunden gehalten, erzielt auf dem Santa Pod Raceway (UK) im Mai 2023. Sie erzielte bei der gleichen Veranstaltung auch den bis jetzt höchsten Topspeed mit 516,62 km/h (321,01 mph).

### Achtelmeile
Die IHRA trägt auch Top-Fuel-Rennen auf Achtelmeilen-Strecken aus. Bestwerte sind 3,106 s und 275,22 mph (442,9 km/h).

## Jet-Dragster
Zu Showzwecken werden oft Jet-Dragster vorgeführt, die von Strahltriebwerken aus ausrangierten Kampfjets oder Gasturbinen aus Hubschraubern angetrieben werden. Die Umrechnung der Schubkraft in Leistungen von 10.000 bis 25.000 PS ist bei stehendem Start jedoch wenig aussagekräftig. Jet-Dragster passen in keine Motorsportklasse und sind nicht von der FIA reglementiert. Auch aus Sicherheitsgründen werden mit ihnen keine Wettrennen veranstaltet. Die in den Showläufen erzielten Zeiten liegen zum Teil deutlich hinter denen der Top Fuel Dragster zurück, da für diese „Show-Runs“ nicht die volle Leistung abgerufen wird, um bei einem eventuellen technischen Problem nicht die Bahn (und den regulären Rennablauf) zu beeinträchtigen. Die schnellste Zeit, die je mit einem Jet-Dragster über die Viertelmeile gefahren wurde, erzielte Sammy Miller 1984 mit 3,58 Sekunden auf dem Santa Pod Raceway in England. Dieses Resultat ist heute noch der absolute Drag-Racing-ET-Weltrekord (ET = elapsed Time).